# ペキニーズ
ペキニーズ（英語: Pekingese）は中国原産の愛玩用犬種。日本語や西洋語では北京の犬という意味の英語に由来する名称が一般的だが、中国では「京巴」（ジンバー）等と呼ばれている。

## 歴史
祖先犬はチベタン・スパニエルとされ、中国の歴代王朝の宮廷で門外不出とされ、愛玩犬として飼育・改良されていた。しかし、実際には規定外の色や姿などの仔犬は、市場で売られ庶民の間でも飼われていた様である。因みに清朝後期にこのペキニーズとラサ・アプソの交配により出来たのが、所謂シーズーであると言われている。
ペキニーズはがっしりとした体格と豊かなたてがみから「ライオン・ドッグ」と呼ばれた。また、皇帝が袖の内に入れて連れ歩いていたことから「スリーブ・ドッグ(袖犬)」とも呼ばれていた。
皇帝の葬儀の際、柩を墓に導くのは寵愛を受けたペキニーズの仕事であり、1911年の西太后の葬儀では「モータン」と言う名のペキニーズが柩を先導したことが知られている。
阿片戦争の時、紫禁城内にてイギリス軍が5匹のペキニーズを発見し、イギリスに連れ帰った。この内の1匹は、ヴィクトリア女王に献上され、ルーティ（Looty）と名付けられて、1872年に死ぬまでの10年間をウィンザー城で過ごしている。イギリスでもしばらくは宮廷や貴族だけに飼育されていたが、1893年にショーへ出陳され短吻種ブームを作った。最近の研究で、シーズーやパグの祖先であることが分かってきている。
アメリカン・ケンネル・クラブには1909年に公認され、ポピュラーな愛玩犬のひとつとして、世界中で親しまれるようになった。

## 特徴
ペキニーズの理想体重はオス5kg、メス5.5kgを越えないとされている。見かけに比べて、持ち上げると重い。体高は20-30cm。洋梨のような形の体型をしており、前肢辺りは太くがっしり、後肢辺りはやや細めである。前肢は短く、がに股であるため、前足を回し身体を横に揺らしながら歩くローリング歩行が特徴である。分厚い下毛と、長くて硬めのまっすぐな上毛のダブルコート。耳と尻尾に飾り毛がある。シーズーなどとは違い、顔に長い毛がかからない。毛の色に特に決まりはなく、アルビノ・レバー以外は認められる。日本ではホワイト、フォーン（小鹿色、明るい茶色）、ブラックなどが多い。中国では2000年代以降、鷹のような顔貌を持つ白色のペキニーズが「鷹版犬」（ユンバンチェン、中国語: 鹰版京巴, 鹰叭犬など）として珍重され、日本でもデヴィ・スカルノや引田天功などの所有する犬として知られる。
犬の中で一番犬らしくない(猫のよう)と言われている。小型で美な外見的に似合わず、勇敢で、大胆、自尊心の高さがうかがえ、自分から喧嘩を仕掛けることはないが、決して引き下がることをしない。飼い主に忠実であるが、独占欲が強く、頑固、気紛れでマイペースである。愛玩犬ではあるが、抱かれることを好まない。

運動はそれほど必要ではなく、アパートなどの狭い部屋での飼育にぴったりの犬種である。暑さに弱く、寒い方が好き。熱中症の危険があるので暑い地域では冷房の効いた室内で飼育する。被毛はアンダーコートが絡みやすく、換毛期には特に抜け毛が多くなり、皮膚の通気性が悪くなったりしやすいのでブラッシングをこまめにかけてあげる。 鼻の周りのしわの間に異物などがたまりやすいので、いつも清潔に保つ。短吻種ゆえに、いびきをかく傾向がある。体型から椎間板ヘルニアになりやすく、床を滑りにくくしたり、高い段差をなくす等の予防が必要。目が大きく出ているので、角膜を傷つけやすい。　
目の下に目垢が溜まるため頻繁にふき取りが必要。

## その他
JKCの1年間の犬籍登録頭数。括弧内は全犬種中の順位。
- 2011年 2,759頭（21位）
- 2010年 3,046頭（21位）
- 2009年 3,739頭（21位）
- 2008年 3,984頭（21位）
- 2007年 3,988頭（23位）